# 小森郁己
小森 郁己（こもり いくみ、1995年10月13日 - ）は、日本の男子プロバレーボール選手である。

## 来歴
佐賀県小城市出身。小学2年生のときに、兄3人の影響でバレーボールを始める。
2011年、佐賀商業高等学校に進学。高校時代は全国高校選抜に選ばれてタイ遠征を経験した。2014年、専修大学に進学。2017年、V・プレミアリーグ（当時のVリーグ1部リーグ）に所属するFC東京の内定選手となった。
2018年、大学卒業後に、FC東京に入団。入団1シーズン目の2018-19シーズンにV1リーグ戦デビューを果たす。1シーズン目はアタッカーとしてプレーしたが、2シーズン目の2019-20シーズンではリベロを務めた。2020-21シーズンは出場がなかった。
2021年、FC東京を退団。退団後、V.LEAGUE DIVISION2(V2)に所属するサフィルヴァ北海道（現・北海道イエロースターズ）に移籍した。また、クラブのバレーボール部門初となるプロ契約を結んだ。
2024年、フラーゴラッド鹿児島への移籍が発表された。

## 所属チーム
- 佐賀商業高等学校（2011年-2014年）
- 専修大学 （2014-2018年）
- FC東京（2018-2021年）
- 北海道イエロースターズ（2021-2024年）
- フラーゴラッド鹿児島（2024年-）